# Serantes (Leiro)
Serantes (llamada oficialmente San Tomé de Serantes) es una parroquia y una aldea del municipio español de Leiro, en la provincia de Orense, Galicia.

## Toponimia
La parroquia también es conocida por el nombre de Santo Tomé de Serantes.

## Organización territorial
La parroquia está formada por cuatro entidades de población:
- Paredes
- Sa
- Serantes (San Tomé de Serantes)
- Suigrexa

## Demografía

### Parroquia
| Gráfica de evolución demográfica de Serantes (parroquia) entre 2000 y 2022 |
|                                                                            |
| Datos según el nomenclátor publicado por el INE.                           |

### Aldea
| Gráfica de evolución demográfica de Serantes (aldea) entre 2000 y 2022 |
|                                                                        |
| Datos según el nomenclátor publicado por el INE.                       |